# Johannes Arendt (1589–1635)
Johannes Arendt, född 1589 i Vadstena församling, död 17 augusti 1635 i Västra Husby församling, var en svensk präst.

## Biografi
Arendt föddes 1589 i Vadstena församling. Han var son till borgmästaren Johan Arendt. Arendt blev 1607 student vid Uppsala universitet och prästvigdes 21 maj 1615. Han blev 1624 kyrkoherde i Västra Husby församling. Arendt avled 1635 i Västra Husby församling.

### Familj
Arendt gifte sig första gången med en dotter till Matthias Petri Upplänning och Anna Danielsdotter Grubbe. Hon var änka efter kyrkoherden Johannes Ljurenius i Västra Husby församling. Arendt och hustrun fick tillsammans barnen kaptenen Petter Arendt vid Östgöta infanteriregemente, studenten Hieronymus Arendt (1627–1677) och kyrkoherden Johannes Arendt i Törnevalla församling.
Arendt gifte sig andra gången med Kerin Jeronimi (död 1681). Efter Arendts död gifte hon om sig med kyrkoherden Joannes Magni Kierstadius i Västra Husby församling.